# Xã Warren, Quận Marion, Indiana
Xã Warren (tiếng Anh: Warren Township) là một xã thuộc quận Marion, tiểu bang Indiana, Hoa Kỳ. Năm 2010, dân số của xã này là 99.433 người.